# Wilhelm Marstrand
Vilhelm Nicolai (Wilhelm) Marstrand (Kopenhagen, 24 december 1810 - Kopenhagen, 25 maart 1873) was een Deens schilder en geldt als een belangrijke exponent van de Deense Gouden Eeuw.

## Leven en werk
Marstrand was een zoon van Nicolai Jacob Marstrand en Petra Othilia Smith. Zijn vader was instrumentenmaker en uitvinder. Als 16-jarige verliet Marstrand zijn opleiding, omdat hij geen zin had met zijn neus in de boeken te zitten. De kunstschilder Christoffer Wilhelm Eckersberg, directeur van de Koninklijke Deense Kunstacademie en vriend van vader Marstrand, adviseerde de jongen een kunstzinnige opleiding te gaan volgen. Van 1826 tot 1833 was Marstrand leerling aan de kunstacademie. Aanvankelijk schilderde hij vooral genrestukken, later ging hij meer de historische kant op en koos voor klassieke mythologische en geschiedkundige taferelen. In het laatste jaar van zijn studie won hij twee zilveren medailles van de Academie.
In 1836 maakte Marstrand zijn eerste reis naar het buitenland. Hij trok door Duitsland en Italië en maakte kleurrijke, romantische schilderijen van de Italianen. In 1841 ging hij terug naar Denemarken. Twee jaar later werd hij lid en in 1848 professor aan de Academie in Kopenhagen. Enkele leerlingen van hem waren Kristian Zahrtmann, Carl Bloch en Peder Severin Krøyer.
In Marstrands werk bleef de Italiaanse invloed merkbaar, al werd deze steeds meer vermengd met thema's uit de literatuur en het theater. In 1850 trouwde hij met Margrethe Christine Weidemann. Zij kregen vijf kinderen, die een geliefd onderwerp voor het werk van hun vader werden.
In de jaren na zijn huwelijk, vooral na de dood van zijn vrouw in 1871, ging Marstrand meer religieuze thema's schilderen. In 1864-1866 maakte hij twee muurschilderingen voor de kapel van Christiaan IV van Denemarken in de Kathedraal van Roskilde. Voor de kerk in Faaborg schilderde hij een altaarstuk. In 1871 maakte hij een aantal muurschilderingen voor de Universiteit van Kopenhagen. Gedurende zijn leven schilderde hij ook een groot aantal portretten.
Hij was directeur van de Academie in Kopenhagen van 1853 tot 1857 en van 1863 tot aan zijn overlijden. In 1867 werd hij benoemd tot etatsråd (staatsraad). Eind 1871 kreeg hij een hersenbloeding, waarna hij deels verlamd was. Hij overleed anderhalf jaar later, op 62-jarige leeftijd.

## Schilderijen

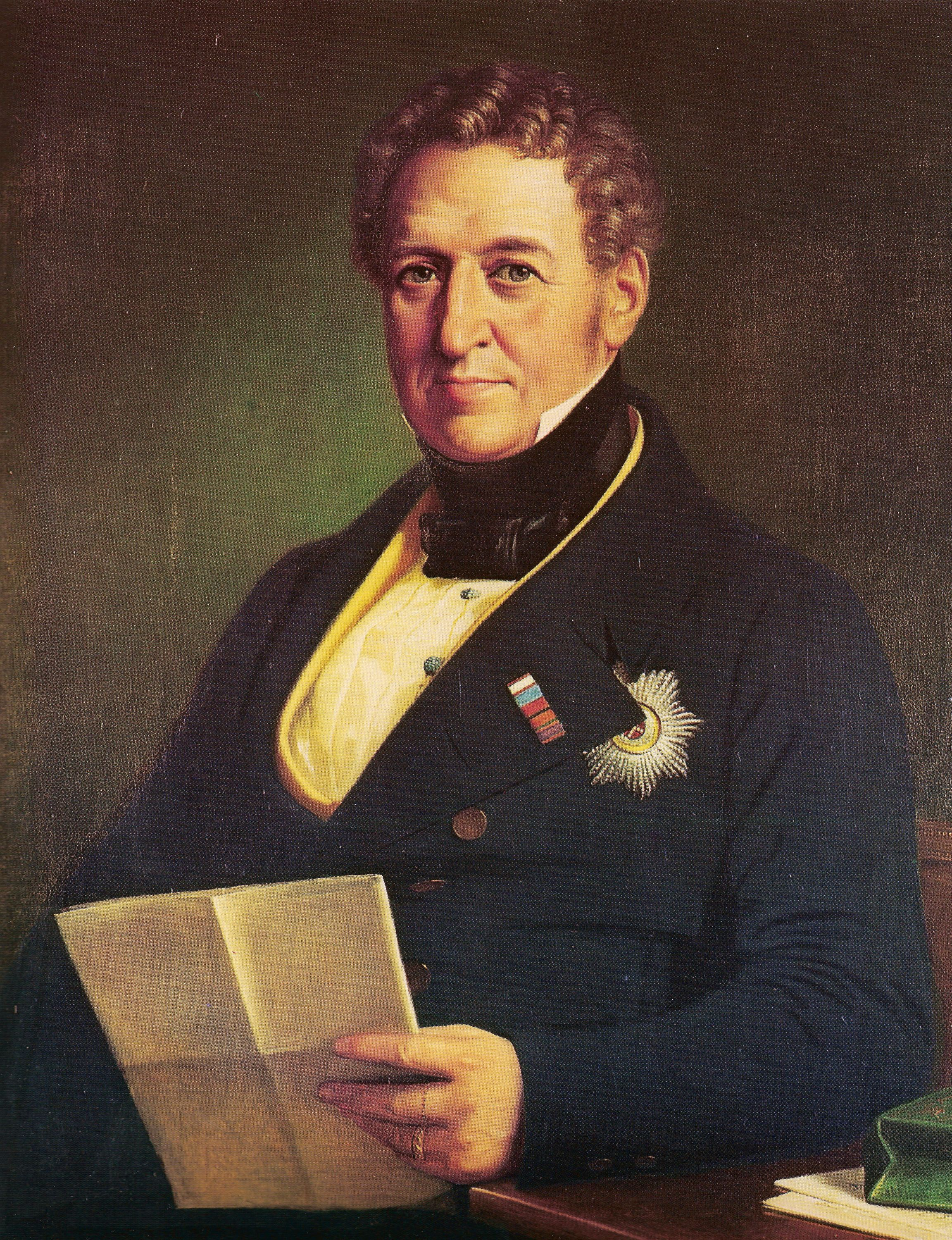
Christiaan VIII van Denemarken
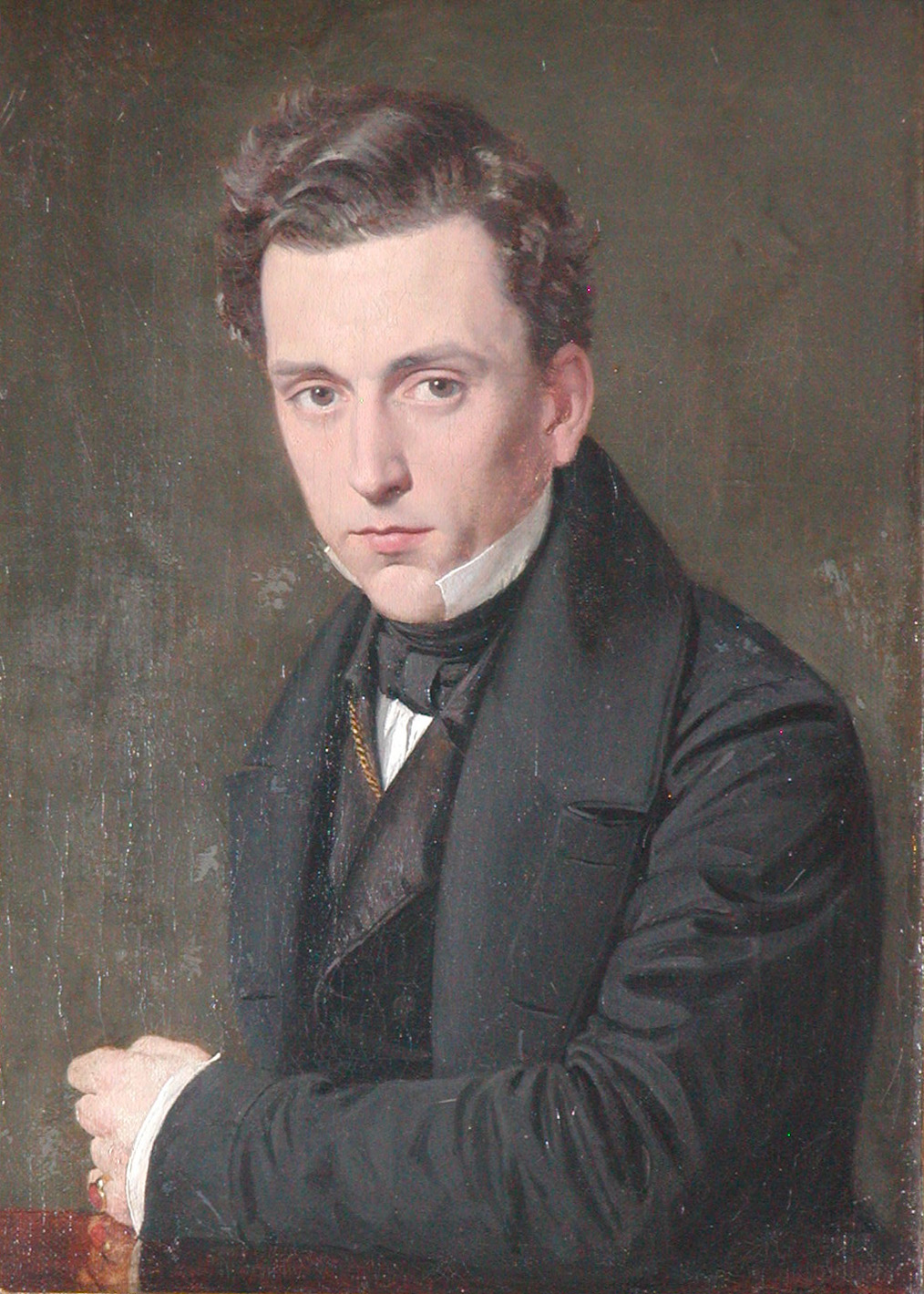
Henrik Rung
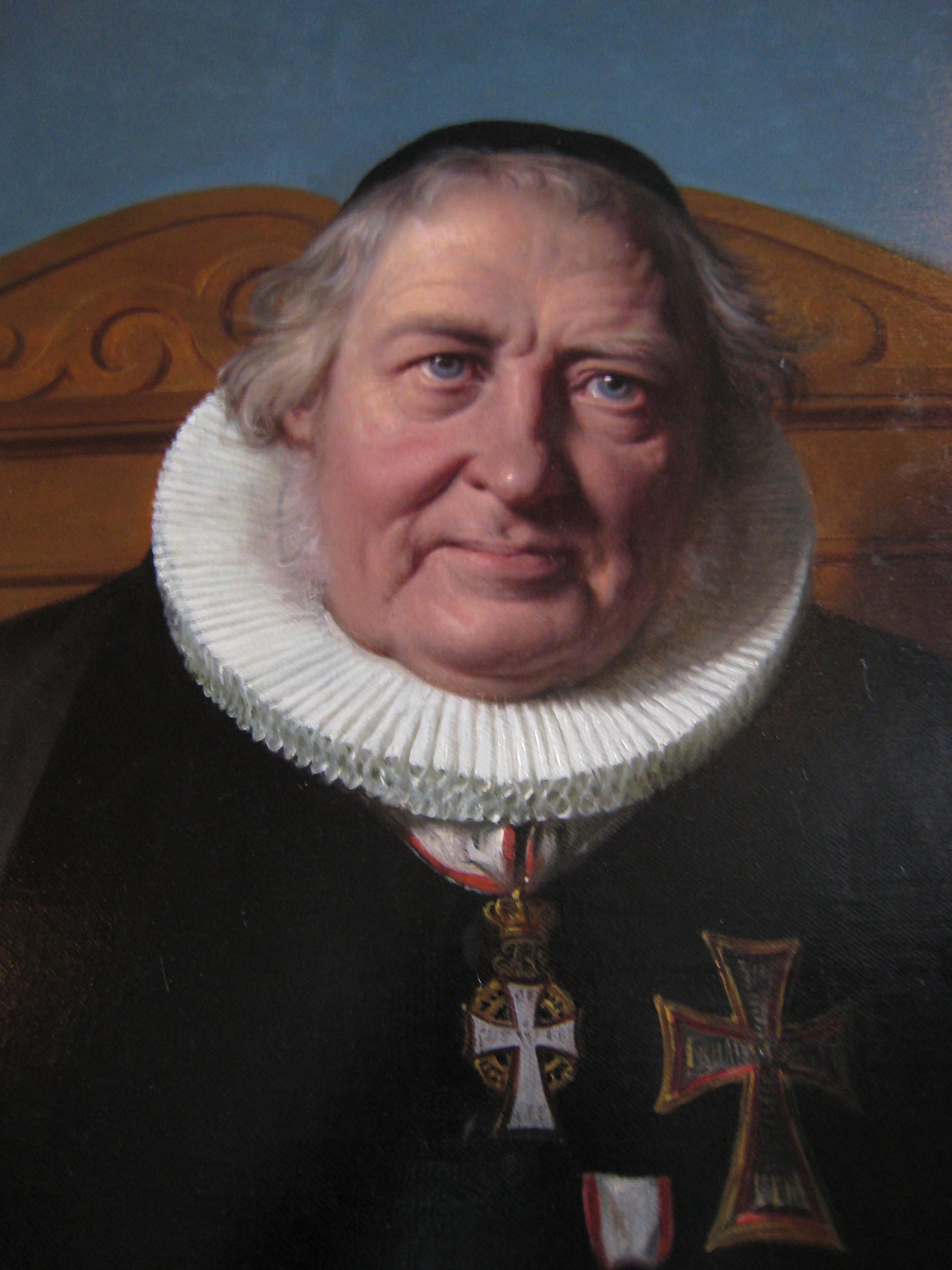
Eggert Christopher Tryde
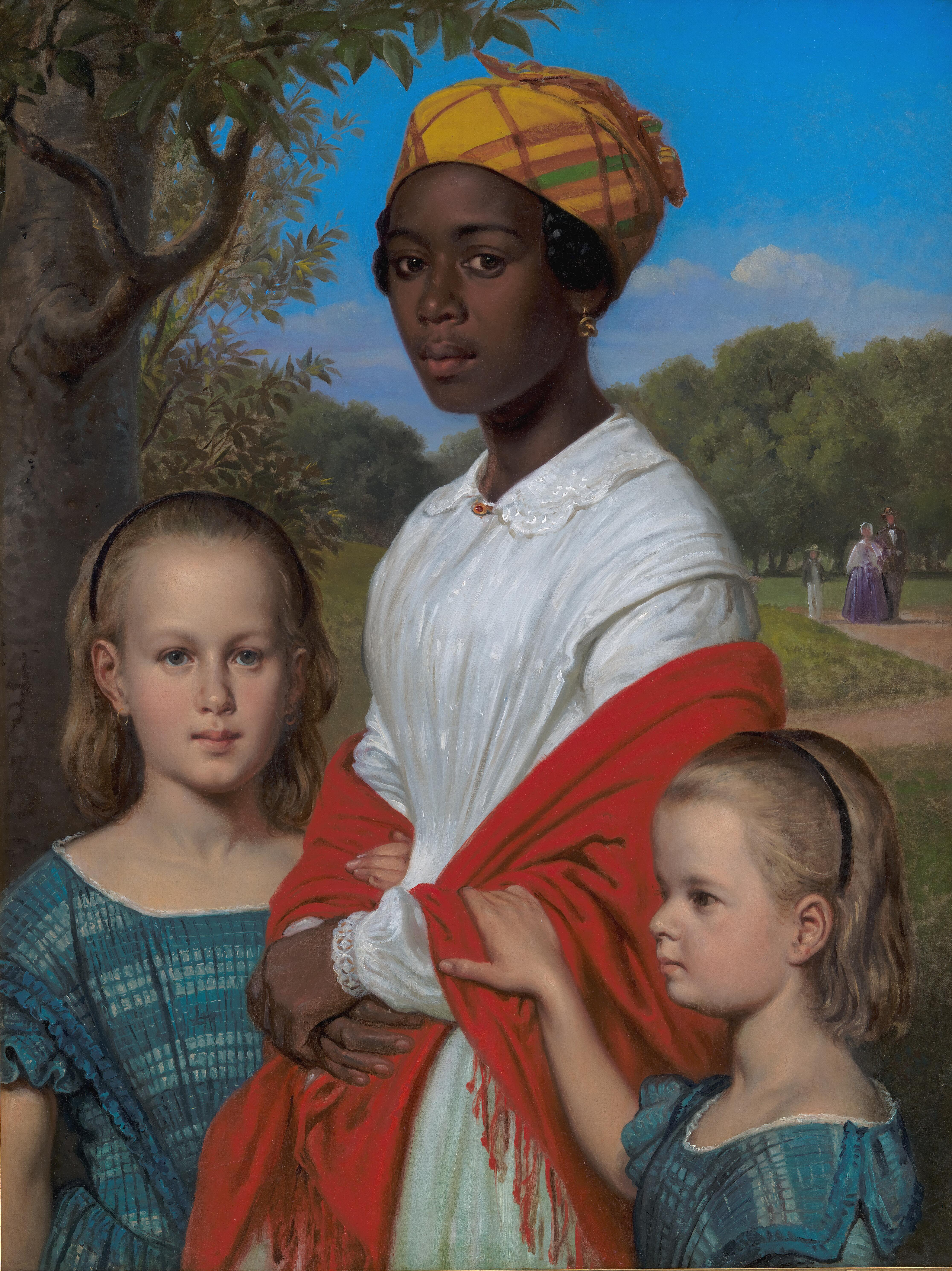
Portret van twee dochters en hun kindermeisje
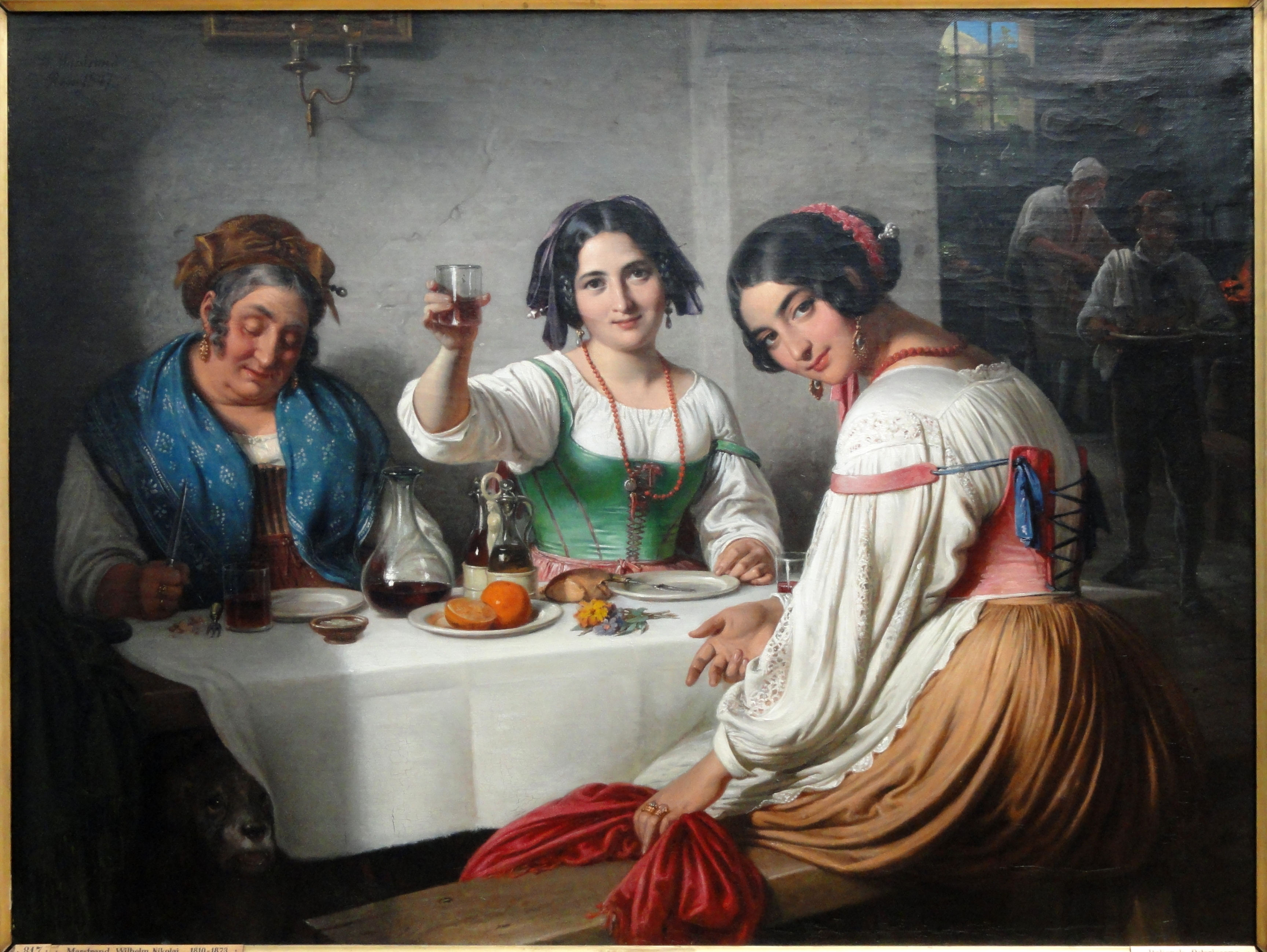
Scène in een Italiaanse osteria